# (9588) Quesnay
(9588) Quesnay (1990 WE2) – planetoida z pasa głównego asteroid okrążająca Słońce w ciągu 4,17 lat w średniej odległości 2,59 j.a. Odkryta 18 listopada 1990 roku.